# Louis Vuitton
Louis Vuitton Malletier, познатији као Louis Vuitton (срп. Луј Витон), је француска луксузна модна кућа и компанија коју је 1854. основао Луј Витон. LV монограм ове етикете појављује се на већини њених производа, од луксузних торби и кожне галантерије до конфекције, ципела, сатова, накита, додатака, наочара за сунце и књига. Луј Витон је једна од водећих светских модних кућа. Своје производе продаје кроз самосталне бутике, одељења за изнајмљивање у врхунским робним кућама и кроз одељак за е-трговину на својој веб страници. 
Шест узастопних година (2006–2012), Луј Витон је проглашен за највреднији луксузни бренд на свету. Њена процена за 2012. била је 25,9 милијарди долара.  У 2013. години, процена бренда је била 28,4 милијарде долара са приходом од 9,4 милијарде долара.  Компанија послује у 50 земаља са више од 460 продавница широм света. 

## Историја

### Оснивање до Другог светског рата
Луј Витон је основао Витон 1854. године у Паризу, Француска. Луј Витон је почео од 10.567 долара као продајна цена.   Године 1858. Витон је представио своје ковчеге са равним врхом са Трианон платном, чинећи их лаганим и херметичким.  Пре увођења Витонових ковчега, ковчези са заобљеним врхом су коришћени, углавном да би се подстакло отицање воде, и стога се нису могли слагати. Витонов сиви Трианон платнени равни ковчег је омогућио могућност да их слажете на други са лакоћом за путовања. Многи други произвођачи пртљага су касније имитирали Витонов стил и дизајн. 
Компанија је учествовала на Светској изложби у Паризу 1867. Године 1871, Ојама Ивао је постао први забележени јапански купац, који је наручио комплет пртљага док је био у Паризу као војни посматрач током француско-пруског рата. Да би заштитио од дуплирања свог изгледа, Витон је променио дизајн Трианон у дизајн са беж и браон пругама 1876.  До 1885, компанија је отворила своју прву продавницу у Лондону у улици Оксфорд.  Убрзо након тога, због континуиране имитације његовог изгледа, 1888. године, Витон је креирао шаблон Дамијер Канвас, који је носио лого који гласи "регистровани бренд Л. Витон ", што се преводи у "Л. Витон регистровани заштитни знак ". Године 1892. Луј Витон је умро, а управљање компанијом је прешло на његовог сина.  
Након смрти свог оца, Жорж Витон је започео кампању да изгради компанију у светску корпорацију, излажући производе компаније на Светском сајму у Чикагу 1893. године. Године 1896. компанија је лансирала Монограм Канвас са потписом и патентирала га широм света.   Његови графички симболи, укључујући четворолисне листове и цвеће (као и монограм LV), засновани су на тренду коришћења јапанског Мон дизајна у касном викторијанском добу .  Касније се показало да су патенти били успешни у заустављању фалсификовања. Исте године, Жорж је отпутовао у Сједињене Државе, где је обишао градове као што су Њујорк, Филаделфија и Чикаго, продајући Витон производе. Године 1901. компанија Луј Витон представила је Парну ташну, мањи комад пртљага дизајниран да се држи у Витон пртљажнику.
До 1913. на Јелисејским пољима је отворена зграда Луј Витона. Била је то највећа продавница путне робе на свету у то време. Продавнице су такође отворене у Њујорку, Бомбају, Вашингтону, Лондону, Александрији и Буенос Ајресу када је почео Први светски рат. Након тога, 1930. године, представљена је торба Кипал. Током 1932. године, LV је увео торбу Ное. Ова торба је првобитно направљена за винаре шампањца за транспорт боца. Убрзо након тога, представљена је торба Луј Витон Спиди (обе се производе и данас). 1936. Жорж Витон је умро, а његов син, Гастон-Луј Витон, преузео је контролу над компанијом. 

### Нацистичка сарадња из Другог светског рата
Током Другог светског рата, Луј Витон је сарађивао са нацистима током немачке окупације Француске. Француска књига Луј Витон, француска сага, чији је аутор француска новинарка Стефани Бонвицини, говори о томе како су чланови породице Витон активно помагали владу Вишија на челу са маршалом Филипом Петеном и повећали своје богатство од њихове пословне послове са Немцима. Породица је основала фабрику посвећену производњи артефаката који величају Петена, укључујући више од 2.500 биста.
Каролин Бабул, портпаролка издавача, рекла је: „Они нису оспорили ништа у књизи, али покушавају да је закопају претварајући се да не постоји“.  Одговарајући на издавање књиге 2004. године, портпарол ЛВМХ-а је рекао: „Ово је древна историја. Књига покрива период када је била у породичном власништву и много пре него што је постала део ЛВМХ-а. Разноврсни смо, толерантни и све оно што модерна компанија треба да буде.“  Портпарол ЛВМХ-а рекао је: „Не поричемо чињенице, али је, нажалост, аутор преувеличао Вишијеву епизоду. Нисмо вршили никакав притисак ни на кога. Ако новинари хоће да се цензуришу, онда нам то добро одговара“. Та публикација је била једини француски часопис који је помињао књигу, вероватно зато што је ЛВМХ највећи оглашивач у штампи у земљи. 

### 1945-2000
Током овог периода, Луј Витон је почео да уграђује кожу у већину својих производа, који су се кретали од малих торбица и новчаника до већих комада пртљага. Да би проширила своју линију, компанија је 1959. године реконструисала свој препознатљиви Монограм Канвас  како би га учинила податнијим, омогућавајући му да се користи за ташне, торбе и новчанике. Верује се да се 1920-их година фалсификовање вратило као већи проблем који се наставља у 21. веку.  Године 1966. лансиран је Папилон (цилиндрична торба која је и данас популарна). До 1977. године са годишњим приходом до 70 милиона франака (14,27 долара милиона).  Годину дана касније, етикета је отворила своје прве продавнице у Јапану: у Токију и Осаки. Године 1983. компанија се придружила Америчком купу да би формирала Куп Луј Витон, прелиминарно такмичење (познато као елиминаторна регата) за трку јахти. Луј Витон је касније проширио своје присуство у Азији отварањем продавнице у Тајпеју на Тајвану 1983. и Сеулу у Јужној Кореји 1984. године. Следеће, 1985. године, представљена је линија коже Епи. 
1987. је створен ЛВМХ.  Моет ет Шандон и Хенеси, водећи произвођачи шампањца и коњака, спојили су се са Луј Витон-ом како би формирали конгломерат луксузне робе. Профит за 1988. годину је наводно повећан за 49% више него 1987. године. До 1989. Луј Витон је почео да управља са 130 продавница широм света.  Уласком у 1990-е, Ив Карсел је именован за председника LV, а 1992. Луј Витон је ушао у континенталну Кину отварањем своје прве продавнице у Пекингу у хотелу Палас. Уведени су и други производи као што је линија коже Таига 1993. године и збирка литературе Војажер Авек... 1994. године. Године 1996. у седам градова широм света одржана је прослава стогодишњице монограмског платна. 
Године 1997. Луј Витон је поставио Марка Џејкобса за свог уметничког директора.  У марту наредне године дизајнирао је и представио прву линију одеће компаније прет-а-портер за мушкарце и жене. Такође, ове године представљени производи укључују линију Монограм Вернис, LV албуме са споменарима. 
Последњи догађаји у 20. веку били су издавање линије мини монограма 1999. године. Отварање прве продавнице у Африци у Маракешу, Мароко, 2000. године. Коначно, аукција на Међународном филмском фестивалу у Венецији, Италија, где је продата кофера „амфАР“ коју је дизајнирала Шерон Стоун, а приход је ишао Фондацији за истраживање АИДС-а (такође 2000. године). 

### 2001-2011
До 2001. Стивен Спроус, у сарадњи са Марком Џејкобсом, дизајнирао је ограничену серију Витон торби  на којима су били графити исписани преко узорка монограма. На графитима је писало Луј Витон и, на одређеним торбама, назив торбе (као што су Кипал и Спиди). Одређени комади, који су представљали графите без позадине Монограм Канвас, били су доступни само на ВИП листи купаца Луј Витон-а. Исте године Џејкобс је креирао и шарм наруквицу, први комад накита из LV. 
2002. године представљена је колекција сатова Тамбоур.  Током ове године отворена је зграда LV у токијском округу Гинза, а бренд је сарађивао са Бобом Вилсоном на сценографији божићних прозора. Године 2003. Такаши Мураками,  у сарадњи са Марком Џејкобсом, осмислио је нови Монограм Мултиколор платнени асортиман торбица и додатака. Овај асортиман је укључивао монограме стандардног Монограм Канваса, али у 33 различите боје на белој или црној позадини. (Класично платно садржи златне монограме на смеђој позадини). Мураками је такође креирао шаблон Трешњиног цвета, у којем су насмејана цртана лица усред ружичастог и жутог цвећа спорадично постављена на Монограм Канвас. Овај образац се појавио на ограниченом броју комада. Производња ове ограничене серије обустављена је у јуну 2003. Током 2003. године отворене су продавнице у Москви, Русија и Њу Делхију, Индија, пуштене су линије коже Јута и Сухали, а одржана је 20. годишњица LV купа. 
Године 2004. Луј Витон је прославио своју 150. годишњицу. Бренд је такође отворио продавнице у Њујорку (на Петој авенији), Сао Паулу, Мексико Ситију, Канкуну и Јоханезбургу. Такође је отворио своју прву глобалну продавницу у Шангају. До 2005. Луј Витон је поново отворио своју продавницу на Јелисејским пољима у Паризу коју је дизајнирао амерички архитекта Ерик Карлсон и објавио колекцију сатова Спиди. 2006. LV је одржао инаугурацију Ескејп Луј Витон-а на свом 7. спрату.  Године 2008. Луј Витон је објавио платно Дамијер Графит. Платно има класични Дамијер узорак, али у црној и сивој боји, дајући му мушки изглед и урбани осећај. Такође 2008. године, Фарел Вилијамс је ко-дизајнирао серију накита („Бласон“) и наочара за Луј Витон. 
Године 2010. Луј Витон је отворио оно што се описује као њихова најлуксузнија радња у Лондону. 
Почетком 2011. Луј Витон је ангажовао Ким Џонса као свог „студија и директора стила за мушкарце“. Постао је водећи дизајнер мушке одеће док је радио под уметничким директором компаније Марк Џејкобс. 
Дана 17. септембра 2011. компанија је отворила свој Луј Витон Исланд Маисон у Марина Беј Сендсу, Сингапур . 

### 2012 до данас
Од септембра 2013, компанија је ангажовала Дарена Спацијанија да води своју колекцију аксесоара.
Компанија је 4. новембра 2013. потврдила да је Николас Гескјер ангажован да замени Марка Џејкобса на месту уметничког директора женских колекција. Гескјерова прва линија за компанију приказана је у Паризу у марту 2014. 
Едуард Шнајдер је 7. априла 2014. постао шеф за штампу и односе са јавношћу у Луј Витону под водством Фредерика Винклера, који је Витонов директор комуникација и догађаја. 
Дана 26. марта 2018, Вирџил Аблох је именован за уметничког директора мушке одеће, заменивши Ким Џонс који је отишао у Диор  — био је први афроамерички уметнички директор ове куће и један од ретких црначких дизајнера велике европске модне куће.  Његова дебитантска ревија одржана је на Недељи мушке моде у Паризу 2018. и изведена је у историјском дворишту Краљевске палате.  
Дана 28. новембра 2021, Аблох је преминуо од срчаног ангиосаркома, са којим се приватно борио две године раније.
LV је био на првом месту10 највреднијих луксузних брендова у 2019. са вредношћу од 47,2 милијарде долара. Компанија је 15. јануара 2020. године купила дијамант Севело, који је други највећи необрађени дијамант икада пронађен у историји, од Лукара Дајмонда који га је копао из свог рудника у Боцвани.   

## Марка
Бренд Луј Витон и монограм LV су међу највреднијим светским брендовима.  Према студији Милвард Браун 2010, Луј Витон је тада био 19. највреднији бренд на свету, а процењено је да је вредео преко 19 долара милијарде.  Шест узастопних година, Луј Витон је био број један од 10 најмоћнијих брендова на листи коју је објавила студија из 2011. са вредношћу од 24,3 долара. милијарде. Био је то више него двоструко већи од вредности другог рангираног бренда. 
Луј Витон је један од најчешће фалсификованих брендова у модном свету због свог имиџа статусног симбола.  Иронично, потпис Монограм Канвас је креиран да спречи фалсификовање.  У 2004. лажне Луј Витон чиниле су 18% фалсификованих додатака заплењених у Европској унији . 
Компанија активно настоји да искорени фалсификовање и запошљава тим адвоката и специјалних истражних агенција за гоњење преступника пред судовима широм света. Компанија издваја отприлике половину свог буџета за комуникације за сузбијање фалсификовања своје робе.  ЛВМХ, Витонова матична компанија, описао је „Око 60 људи на различитим нивоима одговорности који раде пуно радно време на борби против фалсификовања у сарадњи са широком мрежом спољних истражитеља и тимом адвоката“. Компанија блиско контролише дистрибуцију својих производа.  До 1980-их, Витонови производи су се широко продавали у робним кућама. Данас су Витон производи првенствено доступни у бутицима Луј Витон у власништву компаније  са малим бројем изузетака који су примећени у луксузним трговачким четвртима или у луксузним робним кућама. Компанијски бутици у оквиру робних кућа раде самостално, а њима управљају менаџери и запослени у компанији. LV има званичну онлајн продавницу, преко своје главне веб странице. 
Неколико истакнутих реп музичких уметника помиње компанију у текстовима песама, а посебно: Кање Вест и Виз Калифа .  
Луј Витон послује у Кини већ 30 година и данас је ова земља главно тржиште за француски маисон, са око 40 офлајн продавница широм земље. 

## Производи
Од 19. века, ковчези Луј Витон се израђују ручно.  Савремена мода даје преглед стварања LV гепека:
Мајстори поређају кожу и платно, укуцавајући мале ексере један по један и причвршћујући браве од чврстог месинга од пет слова са појединачним ручно израђеним кључем, дизајнираним тако да путнику омогући да има само један кључ за све своје или њен пртљаг. Дрвени оквири сваког дебла су направљени од 30-годишње тополе која је остављена да се суши најмање четири године. Сваки ковчег има серијски број и за његову израду може бити потребно до 60 сати, а кофер чак 15 сати. 
Иконичне торбе Луис Витона укључују Спиди и Неверфул торбе које долазе у три величине. Сваке сезоне Луј Витон производи ретке, ограничене торбе које су углавном доступне само уз резервацију у већим продавницама.
Многи производи компаније користе браон Дамијер и Монограм Канвас материјале, који су први пут коришћени крајем 19. века. Сви производи компаније имају истоимене иницијале LV. Компанија пласира своје производе преко сопствених продавница које се налазе широм света, што јој омогућава да контролише квалитет производа и цене. Такође омогућава LV да спречи улазак фалсификованих производа у његове канале дистрибуције. Поред тога, компанија дистрибуира своје производе преко сопствене веб странице компаније. 

## Рекламне кампање
Компанија гаји следбенике познатих личности и представљала је познате моделе, музичаре и глумце, као што су Леа Седу, Џенифер Лопез, Кит Ричардс, Мадона, Анђелина Жоли, Жизел Биндшен и Дејвид Боуи у својим маркетиншким кампањама.  
Компанија обично користи штампане огласе у часописима и билбордима у космополитским градовима. Луј Витон постери компаније Разија били су популарни 1980-их. Раније се ослањао на одабрану штампу за своје рекламне кампање (које су често укључивале престижне звезде попут Штефи Граф, Андре Агасија и Катарин Денев) које је снимила Ени Лајбовиц . Међутим, Антоин Арнаулт, директор одељења за комуникације, недавно је одлучио да уђе у свет телевизије и биоскопа: реклама (90 секунди) истражује тему „Где ће те живот одвести?“ и преведен је на 13 различитих језика. Ово је први Витон комерцијални оглас икада, а режирао га је познати француски директор огласа Бруно Авеиллан . 

## Контроверзе и правни спорови

### Спот Бритни Спирс
Дана 19. новембра 2007. Луј Витон је, у даљим напорима да спречи фалсификовање, успешно тужио Бритни Спирс због кршења закона против фалсификовања. Део музичког спота приказује прсте како тапкају по командној табли јарко ружичастог Хамера са нечим што личи на дизајн Луј Витона са логотипом LV. Сама Бритни Спирс није проглашена одговорном, али је грађански суд у Паризу наредио Сони БМГ и МТВ да престану са приказивањем видеа. Такође су кажњени по 80.000 евра за сваку групу. Анонимни портпарол ЛВМХ -а изјавио је да видео представља "напад" на брендове Луј Витона и његов луксузни имиџ. 

### Столица са узорком дама у берберници у Хонг Конгу
У фебруару 2013, Луј Витон је поднео тужбу против власника бербернице у Хонг Конгу због наводног кршења права интелектуалне својине у вези са столицом која користи премаз од тканине који је сличан узорку дама у торбицама Луј Витона. Према новинама Епл дејли са седиштем у Хонг Конгу, компанија је тражила одштету од 25.000 хк. долара (око 3.200 америчких долара) и објављивање извињења у облику новинског огласа. Власник је набавио основни намештај и опрему из НРК-а за покретање своје радње. Суочен са овом оптужбом, власник бербернице је рекао да нема средстава да се ухвати у коштац са Луј Витон-ом и да ће можда морати да затвори своју радњу која ради годину дана у удаљеном локалном округу на острву Хонг Конг. Контроверза је изазвала огромну забринутост на новинским форумима у Хонг Конгу и виралне протесте на страницама на Фејсбуку. 

### Наводно малтретирање модела
У мају 2017. медији су известили о наводном малтретирању ексклузивног модела Улрике Хојер која је требало да се појави на ревији у Кјоту . Двадесетогодишња манекенка, која је по доласку измерено је 91,5 cm око кукова, речено јој је да је „превише надувана“ и „превелика“ за свој костим и упућена јој је да пије само воду 24 сата. Манекенка је навела да је била обавештена само преко свог агента у Француској, који је примио мејл са текстом „[она] је јуче дошла у Токио да уради своје последње монтажу, и више не стоји у истој хаљини. Она има стомак, лице јој је више натечено [сиц], а задњи део хаљине је отворен и видите да је уска." Упркос томе што је следила упутства, на крају је искључена из емисије. Манекенка је изјавила да је "примила стотине порука од модела" који су искусили слично малтретирање од истог директора кастинга. Директорка кастинга је демантовала оптужбе и као неспоразум објаснила инструкције у вези са узимањем воде, да је манекенки наложено да њен унос течности буде ограничен на воду.  

### Остали актуелни конкуренти
- Гучи
- Прада